# Casbia synempora
Casbia synempora là một loài bướm đêm trong họ Geometridae.